# Moses Lake (Washington)
Moses Lake je grad u američkoj saveznoj državi Washington. Prema popisu stanovništva iz 2010. u njemu je živjelo 20.366 stanovnika.